# Wilhelm Brülle
Wilhelm Brülle (* 17. Februar 1891 in Lippstadt; † 5. August 1917 in Westende, Belgien) war ein deutscher Turner.
Wilhelm Brülle nahm an den Olympischen Spielen 1912 in Stockholm teil. Mit der deutschen Mannschaft belegte er im Freien System den vierten und im Mannschaftsmehrkampf den fünften Platz. Brülle studierte Mathematik und starb 1917 in Belgien als Soldat im Ersten Weltkrieg. 